# Vladimir Koulik
Vladimir Iouriévitch Koulik (en russe : Владимир Юрьевич Кулик) est un footballeur russe né le 18 février 1972 à Léningrad (actuelle Saint-Pétersbourg).
Ayant évolué au niveau professionnel au poste d'attaquant entre 1989 et 2003, il est notamment passé par le Zénith Saint-Pétersbourg et le CSKA Moscou durant les années 1990, totalisant 164 buts marqués sur 382 matchs joués pour ces deux clubs.

## Biographie
Natif de Léningrad, Koulik effectue sa formation au sein du club local du Kirovets, dont il intègre l'équipe première à l'âge de 17 ans lors de la saison 1989 en troisième division, disputant 32 rencontres et marquant un but. Il joue par la suite une trentaine de rencontres pour sept buts inscrits au quatrième échelon l'année suivante.
Recruté par le Zénith Saint-Pétersbourg en deuxième division pour la saison 1991, il s'impose très rapidement comme titulaire au sein de l'équipe, disputant 37 matchs et marquant sept buts pour sa première année. La disparition de l'Union soviétique et l'organisation dans la foulée du nouveau championnat russe voit le Zénith être promu dans la nouvelle élite nationale et voit ainsi Koulik découvrir le premier échelon à l'occasion de l'exercice 1992, lors duquel il inscrit douze buts en championnat, dont un doublé contre le Spartak Moscou, futur champion, mais ne peut empêcher la relégation des siens en fin de saison. Son année 1993 en deuxième division est de loin la plus prolifique de sa carrière, Koulik inscrivant 36 buts à lui seul dans le groupe Centre du championnat, bien que finissant seulement deuxième meilleur buteur à une unité de Vladimir Filimonov de l'Amkar Perm tandis que le Zénith échoue à la promotion en finissant deuxième. Il inscrit également quatre buts en trois matchs de Coupe de Russie la même année.
Après une saison 1994 en deçà qui le voit n'inscrire que neuf buts alors que son club termine en milieu de classement, sa forme s'améliore lors de l'exercice 1995 avec 19 buts marqués, faisant de lui le quatrième meilleur buteur du championnat, et permettant au Zénith de finir troisième et d'être promu dans l'élite à l'issue de la saison. Pour son retour en première division, il trouve le chemin des filets à onze reprises en championnat durant l'année 1996, qui est sa dernière au club. Durant ses six saisons de présence, Koulik inscrit en tout 101 buts pour 220 matchs joués, finissant meilleur buteur du Zénith cinq saisons d'affilée entre 1992 et 1996 et faisant de lui un des meilleurs buteurs de l'histoire du club, ainsi que le premier à dépasser la barre des 100 buts marqués.
Suivant le chemin de son entraîneur Pavel Sadyrine, Koulik quitte le Zénith en 1997 pour rejoindre le CSKA Moscou. Il inscrit neuf buts en championnat pour sa première saison au club la même année avant de trouver le chemin des filets à quatorze reprises en 1998, finissant deuxième meilleur buteur de la compétition tandis que le CSKA termine deuxième derrière le Spartak Moscou. Ce résultat lui permet de disputer ses premières rencontres européennes à l'été 1999, étant titularisé lors des deux matchs du deuxième tour de qualification pour la Ligue des champions face à Molde, bien que ne pouvant pas empêcher l'élimination des siens à l'issue de la confrontation.
L'exercice 1999 constitue sa meilleure saison dans l'élite russe, Koulik marquant à cette occasion quinze buts, dont un doublé face à son ancien club le Zénith, et finissant troisième meilleur buteur tandis que le CSKA atteint cette fois la troisième place et se qualifie pour la Coupe UEFA à l'été 2000, ce nouveau parcours se concluant à nouveau sur une défaite d'entrée face à Viborg lors du premier tour. Tandis qu'il inscrit dix buts en championnat lors de la saison 2000, il prend également une part active au parcours de son équipe en Coupe de Russie en inscrivant un triplé en seizièmes de finale face à Tom Tomsk puis un doublé lors de la demi-finale face au Spartak Moscou. Il est par la suite titularisé lors de la finale, mais ne peut éviter la défaite de son équipe face au Lokomotiv Moscou. N'inscrivant qu'un seul but lors de l'exercice 2001, Koulik quitte finalement le CSKA à la fin de cette dernière année, partant sur un bilan de 63 buts marqués en 162 matchs joués, tandis qu'il finit meilleur buteur du club quatre saisons de suite entre 1997 et 2000.
Après son départ du CSKA, il reste dans un premier temps sans club et décide de mettre un terme à sa carrière en milieu d'année 2002. Il est contacté quelques mois plus tard par Guennadi Kostylev qui le recrute au Titan Moscou en troisième division, où il marque seize buts lors de la saison 2003 avant d'arrêter définitivement sa carrière en fin d'année à l'âge de 31 ans. Il effectue par la suite des études de droit à Saint-Pétersbourg avant de devenir agent de joueurs puis de travailler pour le groupe Gazprom.

## Statistiques
| Saison                | Club                     | Championnat           | Championnat | Championnat | Coupe(s) nationale(s) | Coupe(s) nationale(s) | Compétition(s) continentale(s) | Compétition(s) continentale(s) | Compétition(s) continentale(s) | Total | Total |
| Saison                | Club                     | Division              | M.          | B.          | M.                    | B.                    | Comp.                          | M.                             | B.                             | M.    | B.    |
| 1989                  | Kirovets Léningrad       | D3                    | 32          | 1           | -                     | -                     | -                              | -                              | -                              | 32    | 1     |
| 1990                  | Kirovets Léningrad       | D4                    | 30          | 7           | -                     | -                     | -                              | -                              | -                              | 30    | 7     |
| Sous-total            | Sous-total               | Sous-total            | 62          | 8           | -                     | -                     | -                              | -                              | -                              | 62    | 8     |
| 1991                  | Zénith Saint-Pétersbourg | D2                    | 37          | 7           | -                     | -                     | -                              | -                              | -                              | 37    | 7     |
| 1992                  | Zénith Saint-Pétersbourg | D1                    | 31          | 12          | 1                     | 0                     | -                              | -                              | -                              | 32    | 12    |
| 1993                  | Zénith Saint-Pétersbourg | D2                    | 37          | 36          | 3                     | 4                     | -                              | -                              | -                              | 40    | 40    |
| 1994                  | Zénith Saint-Pétersbourg | D2                    | 34          | 9           | 2                     | 0                     | -                              | -                              | -                              | 36    | 9     |
| 1995                  | Zénith Saint-Pétersbourg | D2                    | 41          | 19          | 1                     | 0                     | -                              | -                              | -                              | 42    | 19    |
| 1996                  | Zénith Saint-Pétersbourg | D1                    | 32          | 11          | 1                     | 3                     | -                              | -                              | -                              | 33    | 14    |
| Sous-total            | Sous-total               | Sous-total            | 212         | 94          | 8                     | 7                     | -                              | -                              | -                              | 220   | 101   |
| 1997                  | CSKA Moscou              | D1                    | 29          | 9           | 4                     | 2                     | -                              | -                              | -                              | 33    | 11    |
| 1998                  | CSKA Moscou              | D1                    | 30          | 14          | 3                     | 3                     | -                              | -                              | -                              | 33    | 17    |
| 1999                  | CSKA Moscou              | D1                    | 30          | 15          | 4                     | 3                     | C1                             | 2                              | 0                              | 36    | 18    |
| 2000                  | CSKA Moscou              | D1                    | 27          | 10          | 5                     | 5                     | C3                             | 2                              | 0                              | 34    | 15    |
| 2001                  | CSKA Moscou              | D1                    | 24          | 1           | 2                     | 1                     | -                              | -                              | -                              | 26    | 2     |
| Sous-total            | Sous-total               | Sous-total            | 140         | 49          | 18                    | 14                    | -                              | 4                              | 0                              | 162   | 63    |
| 2003                  | Titan Moscou             | D3                    | 36          | 16          | 1                     | 0                     | -                              | -                              | -                              | 37    | 16    |
| Total sur la carrière | Total sur la carrière    | Total sur la carrière | 452         | 167         | 27                    | 21                    | -                              | 4                              | 0                              | 483   | 188   |

## Palmarès
CSKA Moscou
- Vice-champion de Russie en 1998.
- Finaliste de la Coupe de Russie en 2000.